# Philippe Ouédraogo (kardinal)
Philippe Nakellentuba Ouédraogo (Konéan, 31. prosinca 1945.) burkineški je umirovljeni prelat Katoličke Crkve koji je služio kao nadbiskup Ouagadougoua od 2009. do 2023. godine. Kardinal je od 2014. godine. Prethodno je bio biskup Ouahigouye od 1996. do 2009. godine.
Papa Franjo prihvatio je njegovu ostavku na mjesto nadbiskupa 16. listopada 2023. godine.